# 야기정 (나라현)
야기정(八木町)은 나라현의 중부 다카이치군에 속해있던 정이다. 현재 가시하라시 시청 소재지이며, 사쿠라이선 우네베역, 긴테쓰 가시하라선 야기니시구치역 부근에 해당한다.

## 역사
- 1889년 4월 1일 - 정촌제 시행에 의해 다카이치군 야기정이 성립하였다.
- 1956년 2월 11일 - 다카이치군 이마이정, 우네비정, 가모키미촌, 마스게촌, 시키군 미미나시촌과 합병해 가시하라시가 성립하여 동일 야기정은 폐지되었다.

## 교통

### 철도
- 일본국유철도
  - 사쿠라이선
- 긴키 닛폰 철도
  - 가시하라선

야마토야기역은 당초 이소키군 이세이무라 오아자 우치젠에 있었으나, 1949년 오아자 우치젠이 야기정에 편입되었다. 야기 서쪽 출구역은 야마토야기역의 남쪽에 있지만, 본역의 서쪽 끝 부근에 위치한다. 

### 도로
- 국도 제165호선

## 참고문헌
- 角川日本地名大辞典 24 三重県